# 谓词逻辑
在数理逻辑中，谓词逻辑（英語：predicate logic）是符号形式系统的通用术语，比如一阶逻辑，二阶逻辑、多类逻辑或无穷逻辑等等。